# Diecezja Ugento-Santa Maria di Leuca
Diecezja Ugento-Santa Maria di Leuca – diecezja rzymskokatolicka we Włoszech. Powstała w 1080 jako diecezja Ugento. Pod obecną nazwą  od 1959.

## Lista ordynariuszy diecezjalnych

### Diecezja Ugento
- Carlo Borromeo (1530 - 1537)

...
- Sebastiano Antonio Minturno (1559 -  1565)
- Desiderio Mezzapica da S. Martino, O. Carm (1566 -  1593)

...
- Giuseppe de Rossi (1596 -  1599)
- Pedro Guerrero (bishop) (1599 - 1613)
- Lucas de Franchis (1614 - 1615)
- Juan Bravo Lagunas, O.S.A. (1616 - 1627)
- Luis Jiménez, O. de M. (1627 - 1636)
- Girolamo Martini (1637 - 1648)
- Agostino Barbosa (1649 -  1649)
- Andreas Lanfranchi, C.R. (1650 - 1659)
- Lorenzo Díaz de Encinas, O. Carm. (1659 -  1660)

...
- Antonio Carafa (bishop), C.R. (1663 - 1704)
- Pedro Lázaro y Terrer, O.F.M. Obs. (1705 - 1709)

...
- Nicola Spinelli (1713 - 1718)

...
- Andrea Maddalena, C.R.M. (1722 -  1724)
- Francesco Bataller, O. Carm. (1725 - 1735)
- Giovanni Rossi, C.R. (1736 - 1737)
- Gennaro Carmignani, C.R. (1737 -1738)
- Arcangelo Maria Luc Thomas Ciccarelli, O.P. (1738 -  1747)
- Tommaso Mazza (1747 - 1768)
- Giovanni Donato Durante (1768 - 1781)
- Giuseppe Monticelli (1782 - 1791)
- Giuseppe Corrado Panzini (1792 -1811)
- Camillo Alleva (1818 -  1824)
- Francesco Saverio d’Urso (1824 -  1826)
- Angelico Méstria, O.F.M. Cap. (1828 - 1836)
- Francesco Bruni (bishop), C.M. (1837 - 1863)
- Salvatore Luigi Zola, C.R.L. (1873 -  1877)
- Gennaro Maria Maselli, O.F.M. (1877 - 1890)
- Vincenzo Brancia (1890 - 1896)
- Luigi Pugliese (1896 -  1923)
- Antonio Lippolis (1923 -  1924)
- Teodorico de Angelis (1934 -  1936)
- Giuseppe Ruotolo (1937 -  1968)

### Diecezja Ugento-Santa Maria di Leuca
- Michele Mincuzzi (1974 - 1981)
- Mario Miglietta (1981 - 1992)
- Domenico Caliandro (1993 - 2000)
- Vito De Grisantis (2000 - 2010)
- Vito Angiuli (od 2010)